# Quadrants (maison d'édition)
Pour les articles homonymes, voir Quadrant.
Quadrants est un éditeur belge de bande dessinée, filiale du pool français d'éditions Soleil Productions.

## Histoire
Quadrants a pour origine Quadrant Solaire un label des éditions Soleil créé en 2005 par les auteurs Denis Bajram et Valérie Mangin. Ce label a pour but de promouvoir, selon leurs propres mots, une « bande dessinée grand public d'auteur »,.
En 2007, le label devient une maison d'édition basée en Belgique et prend le nom de Quadrants. Cette maison d'édition devient indépendante de Soleil mais reste la propriété de Mourad Boudjellal, fondateur des éditions Soleil.
Corinne Bertrand en est l'éditrice.

## Collections
Les albums de Quadrants sont publiés dans quatre collections : 
- Quadrants Astrolabe
- Quadrants Azimut
- Quadrants Boussole
- Quadrants Solaires